# Sheet Music
Sheet Music är ett musikalbum av 10cc som lanserades i maj 1974, deras andra studioalbum. Albumet blev en större kommersiell framgång än deras självbetitlade debut. Det var det sista av deras album som släpptes på det lilla bolaget UK Records. "Silly Love" och "The Wall Street Shuffle" släpptes som singlar från skivan. 

## Låtlista
Sida 1:
1. "The Wall Street Shuffle" (Stewart/Gouldman) - 3:54
2. "The Worst Band in the World" (Creme/Gouldman) - 2:49
3. "Hotel" (Godley/Creme) - 4:54
4. "Old Wild Men" (Godley/Creme) - 3:21
5. "Clockwork Creep" (Godley/Creme) - 2:46

Sida 2:
1. "Silly Love" (Creme/Stewart) - 4:01
2. "Somewhere in Hollywood" (Godley/Creme) - 6:39
3. "Baron Samedi" (Stewart/Gouldman) - 3:46
4. "The Sacro-Iliac" (Godley/Gouldman) - 2:33
5. "Oh Effendi" (Godley/Stewart) - 2:49

## Listplaceringar
- Billboard 200, USA: #81[1]
- UK Albums Chart, Storbritannien: #9[2]